# شبه‌جزیره دیلماروا

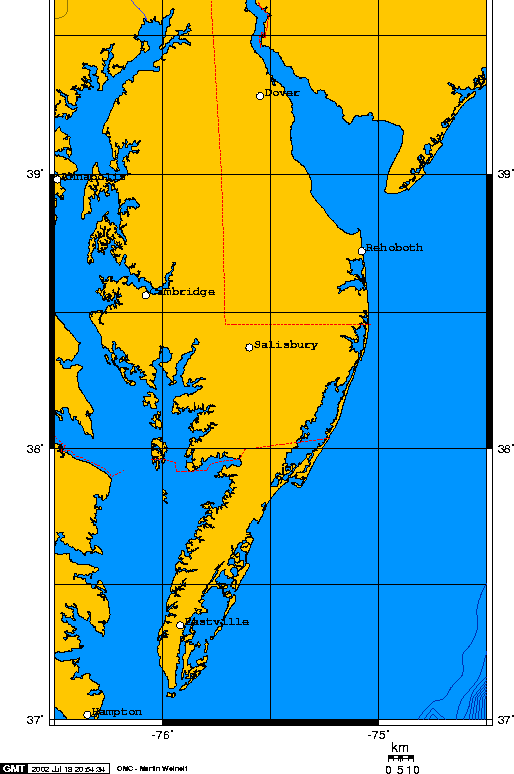

شبه‌جزیره دیلماروا (انگلیسی: Delmarva Peninsula) شبه‌جزیره بزرگی بر ساحل شرقی ایالات متحده آمریکا، است که بیشتر دلاور و نیز کرانه شرقی مریلند و کرانه شرقی ویرجینیا را در بر می‌گیرد. گرچه به آن شبه جزیره گفته می‌شود در واقع پس از حفر کانال چساپیک و دلاور یک جزیره است. این شبه جزیره ۱۷۰ مایل (۲۷۴ کیلومتر) طول و از ۷۰ مایل (۱۱۳ کیلومتر) تا ۱۲ مایل (۱۹ کیلومتر) عرض دارد.